# Kift
Kift (ar. قفط) – miasto w Egipcie, w muhafazie Kina. W 2006 roku liczyło 22 063 mieszkańców.
Znajduje się tu stanowisko archeologiczne Koptos (egip. Gebtu, gr. Coptos, łac. Coptus). Było to starożytne miasto egipskie, znajdujące się w środkowym biegu Nilu, poniżej Luksoru.
| g | b | A&t | niwt · Z1 |

| g | b | A&t | niwt · Z1 |

| sSr | b | A | t · y | niwt |

| sSr | b | A | t · y | niwt |

| sSr | b | A | niwt |

| sSr | b | A | niwt |

Było jednym z głównych centrów kultu staroegipskiego boga Min. Odkryto tam kartusze, jakie pozostały z czasów panowania na tamtych terenach Cheopsa – władcy zjednoczonego Dolnego i Górnego Egiptu. Miasto miało też duże znaczenie w późniejszych czasach i było jednym z ważniejszych osiedli rzymskiej prowincji Egipt.